# اسباب‌بازی‌فروشی

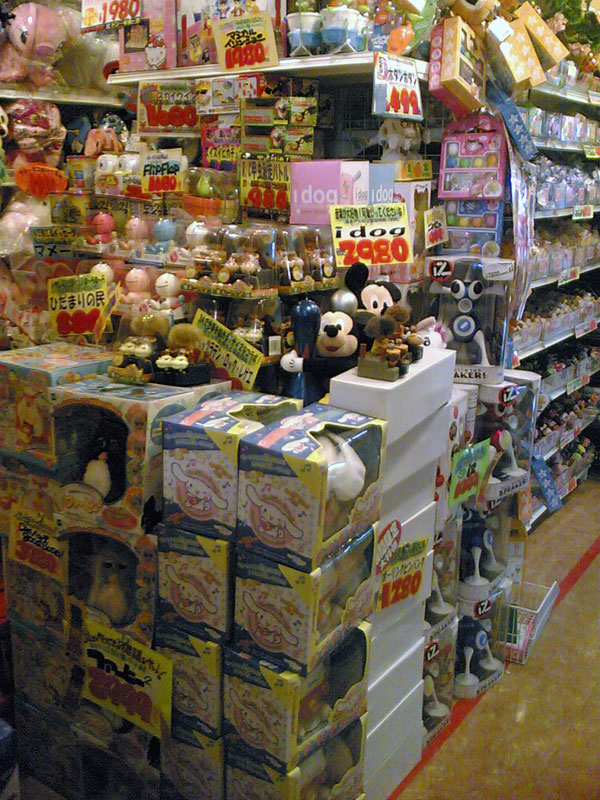
یک اسباب‌بازی فروشی

 اسباب‌بازی فروشی به فروشگاهی گفته می‌شود که اسباب بازی و وسایل سرگرم‌کننده برای کودک می‌فروشد. فروشگاه‌های زنجیره‌ای و اینترنتی نیز به فروش این نوع اسباب مبادرت کرده‌اند.